# Krukówka (rejon dokszycki)
Krukówka (biał. Крукоўка; ros. Круковка) – wieś na Białorusi, w obwodzie witebskim, w rejonie dokszyckim, w sielsowiecie Dokszyce.

## Historia
W czasach zaborów w powiecie wilejskim w guberni wileńskiej Imperium Rosyjskiego.
W dwudziestoleciu międzywojennym ówczesny zaścianek leżała w Polsce, w województwie wileńskim, w powiecie duniłowickim, od 1926 w powiecie dziśnieńskim, w gminie Porpliszcze.
Według Powszechnego Spisu Ludności z 1921 roku zamieszkiwało tu 12 osób, 8 było wyznania rzymskokatolickiego, 4 prawosławnego. Jednocześnie 7 mieszkańców zadeklarowało polską przynależność narodową, 5 białoruską. Były tu 2 budynki mieszkalne. W 1931 w 5 domach zamieszkiwały 33 osoby.
Wierni należeli do parafii rzymskokatolickiej Parafianowie i prawosławnej w Porpliszczach. Miejscowość podlegała pod Sąd Grodzki w Dokszycach i Okręgowy w Wilnie; właściwy urząd pocztowy mieścił się w Porpliszczach.
Po agresji ZSRR na Polskę w 1939 roku wieś znalazła się w granicach BSRR. W latach 1941–1944 była pod okupacją niemiecką. Następnie leżała w BSRR. Do 1958 wieś była w składzie sielsowietu Porpliszcze. Od 1991 roku w Republice Białorusi.